# Ballaqueeney Cross

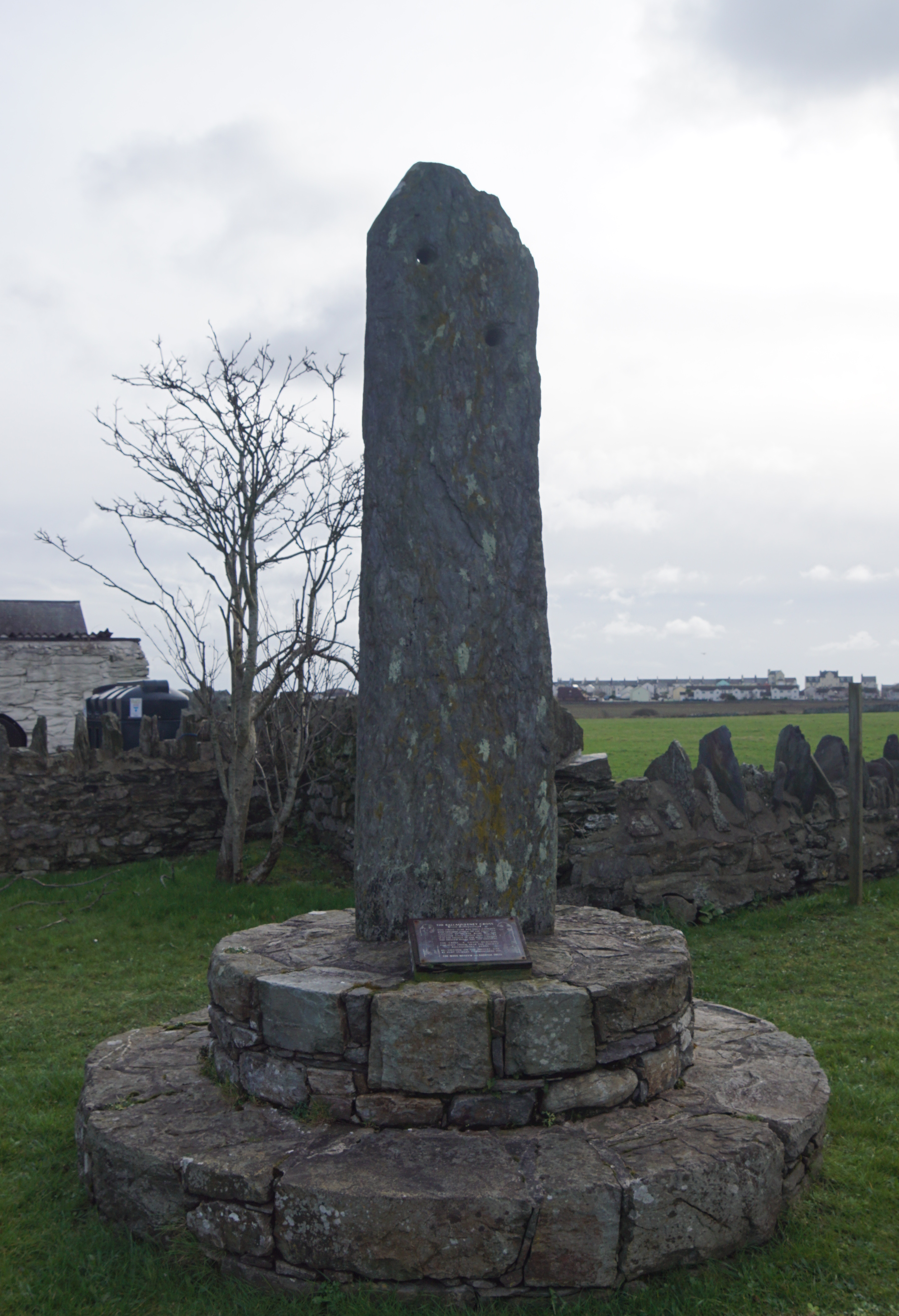
Het Ballaqueeney Cross staat er sinds 1951 zo bij.

Het Ballaqueeney Cross, ook bekend als de Clagh Ard Cross Slab (het 'Grote Steen-kruis'), is een grafkruis uit de tiende eeuw afkomstig van het eiland Man en is geregistreerd als Manx Cross nummer 100 door de Manx National Heritage. De steen bevindt zich in Port St Mary in de parish Rushen op Man. Het is het grootste kruis dat op Man gevonden is.

## Vindplaats
Het Ballaqueeny Cross bevond zich oorspronkelijk in een veld bij Ballaqueeney Farm, dichtbij waar in de 21e eeuw het treinstation van Port St Mary ligt. Hier bevond zich ooit een begraafplaats waar later een kapel, bekend als Ballaqueeney Keeill, werd bijgebouwd. Het kruis stond in de noordelijke hoek van de begraafplaats. Het kruis werd in de jaren veertig van de negentiende eeuw herontdekt in de deurpost van een koeienschuur. De begraafplaats zelf werd herontdekt in de jaren zeventig van de 19e eeuw toen het treinstation werd aangelegd.

## Beschrijving en interpretaties
Het Ballaqueeney Cross is sinds 1951 opgesteld aan de zuidoostzijde van de rotonde in Port St Mary waar Four Roads, Castletown Road en Church Road samenkomen. Het kruis stond oorspronkelijk op een middeleeuwse begraafplaats zo'n 150 meter zuidelijker. Het kruis is een blok steen van 3,35 meter hoog. Het kruis is zwaar geërodeerd. Beide zijden zijn versierd met beeldhouwwerk in laagreliëf. Aan de ene zijde is bovenaan een Keltisch kruis herkenbaar, met ringen rond het bovenste deel van het kruis. Op de schacht van de andere kant zijn versierde in elkaar grijpende ringen herkenbaar. Er is een theorie die dit kruis het werk acht van de beeldhouwer Gaut (circa 900-950) waar meer kruisen op Man door zijn gemaakt.
De gaten in het kruis zijn niet origineel.